# Stade Océane
Het Stade Océane is een voetbalstadion in de Franse stad Le Havre. Het is de thuishaven van de voetbalclub Le Havre AC en het heeft een capaciteit van 25.178 plaatsen. Het werd in 2012 geopend en verving daarmee het oude stadion, Stade Jules Deschaseaux. Een soortgelijk stadion staat in Haifa (Israël), gebouwd door dezelfde architectengroep, genaamd het Sammy Oferstadion.

## Interlands
Het stadion is toneel geweest van twee interlands van nationale voetbalelftallen.
| 1 | 15 augustus 2012 | Frankrijk – Uruguay       | 0 – 0 | Vriendschappelijk | 25.178 |
| 2 | 27 maart 2018    | Senegal – Bosnië en Herz. | 0 – 0 | Vriendschappelijk | 2.851  |